# Josu Abrisketa
Josu Abrisketa Korta "Txutxo" (Miravalles, Vizcaya, 1949) es un empresario español afincado en Cuba. Fue uno de los militantes históricos de ETA condenados en el proceso de Burgos. 

## Biografía
A los catorce años de edad, acabada la escolarización obligatoria, comenzó a trabajar. Tomó parte en las movilizaciones del movimiento obrero de los años 1960, como las huelgas de la fábrica "Laminación de Bandas en Frío" de Etxebarri (Vizcaya), así como en la incipiente organización nacionalista vasca Euskadi Ta Askatasuna (ETA). En abril de 1969 fue detenido por la policía española en Bilbao, junto con Bittor Arana y Mario Onaindia. Fue juzgado por un tribunal militar, junto con otros quince miembros de ETA, en el célebre proceso de Burgos de diciembre de 1970, siendo condenado a 62 años de prisión.
Se benefició de la amnistía de 1977; pero en 1979 decidió exiliarse en Iparralde (nombre en euskera del País Vasco francés) después de que fuera procesado por delito de colaboración con banda armada por su pertenencia a ETA político-militar, siendo nuevamente detenido en Francia en 1983. El 10 de enero de 1984 las autoridades francesas le deportaron a Panamá y cuatro meses después a Cuba, donde continuó negándose a acogerse a medidas de reinserción. En noviembre de 1985 la Audiencia Nacional de España dictó un auto por el que se archivaban sin responsabilidad las causas que tenía pendientes al haber prescrito los delitos de los que estaba acusado. En 1992 llevaba la representación en Cuba de la firma Ugao SA, que comercializa productos de varias empresas españolas. En febrero de 2000 tuvo un encuentro con el entonces representante del Gobierno Vasco Josu Jon Imaz.